# Terranova dei Passerini
Terranova dei Passerini es una localidad y comune italiana de la provincia de Lodi, región de Lombardía, con 714 habitantes.

## Evolución demográfica
| Gráfica de evolución demográfica de Terranova dei Passerini entre 1861 y 2001 |
|                                                                               |
| Fuente ISTAT - elaboración gráfica de Wikipedia                               |